# Slaget ved Chattanooga
Det 3. slag ved Chattanooga er det, som normalt huskes som Slaget ved Chattanooga, og det omfatter også slaget om Lookout Mountain og slaget om Missionary Ridge. Det blev udkæmpet mellem den 23. og den 25. november 1863 i Den Amerikanske Borgerkrig. Ved at besejre sydstatshæren under general Braxton Bragg fjernede unionshæren under generalmajor Ulysses S. Grant dens sidste fodfæste i Tennessee og åbnede vejen for invasion af de sydligste stater, hvilket skete med Atlanta kampagnen i 1864.

## Baggrund
Efter deres katastrofale nederlag i slaget ved Chickamauga trak de 40.000 unionstropper under generalmajor William S. Rosecrans sig tilbage til Chattanooga i Tennessee.
Sydstatsgeneralen Braxton Braggs Army of Tennessee belejrede byen og truede med at sulte unionsstyrkerne til overgivelse. Han havde ikke haft travlt med at forfølge unionsstyrkerne til byen, og det gav dem tid til at forberede forsvarsstillinger.
Braggs tropper besatte Missionary Ridge og Lookout Mountain, hvorfra de havde et fint udsyn over byen, Tennesseefloden (som flyder gennem byen) og Unionens forsyningslinier. Sydstatsartilleri på toppen af Lookout Mountain kontrollerede trafikken på floden og sydstatskavaleri gennemførte raids på alle de kolonner af forsyningsvogne, som nærmede sig byen, hvilket nødvendiggjorde, at Unionen måtte finde en anden måde at holde byen forsynet på.
Unionsregeringen var opskræmt over muligheden for nederlag og sendte forstærkninger. Den 17. oktober fik generalmajor Ulysses S. Grant kommandoen over alle vestlige hære – kaldet Mississippi Militær Divisionen, og gik i gang med at forstærke Chattanooga samtidig med, at han udskiftede Rosecrans med generalmajor George Henry Thomas. Grants øverste ingeniørsoldat, William F. "Baldy" Smith, udtænkte den såkaldte „Cracker line” og iværksatte et overraskelsesangreb ved Brown’s Ferry, som åbnede Tennesseefloden ved at hægte Thomas’ hær sammen med en undsætningshær på 20.000 tropper under generalmajor Joseph Hooker, der muliggjorde, at forsyninger og forstærkninger kunne flyde ind i byen, hvilket forbedrede forsvarernes chancer betydeligt. Som svar herpå beordrede Bragg generalløjtnant James Longstreet til at tvinge unionsstyrkerne ud af Lookout Valley. Det heraf følgende slag ved Wauhatchie fra den 28. – 29. oktober var et af de få slag i borgerkrigen, som alene blev udkæmpet om natten. Sydstatshæren blev slået tilbage, og Cracker-linjen var sikret.
Bragg svækkede sine styrker ved at sende Longstreets korps mod generalmajor Ambrose Burnside i nærheden af Knoxville. Da generalmajor William T. Sherman ankom med sine fire divisioner bestående af 20.000 mand i midten af november, var Grant klar til at starte sin offensiv.

## Indledende bevægelser
Den 23. november drog unionsstyrker under Thomas østpå for at erobre en linje fra ’’Orchard Knob’’ til ’’Indian Hill’’ og videre til ’’Bushy Knob’’ til og med ’’Bald Knob’’ (dér, hvor Chattanooga National Military Cemetery nu ligger), hvilket placerede dem halvvejs fra toppen af ’’Missionary Ridge’’. De stødte ikke på ret meget modstand undervejs. Bragg flyttede Walkers division under ledelse af brigadegeneral States Rights Gist fra Lookout Mountain for at styrke sin venstre flanke.

## Slaget om Lookout Mountain
Planen for den 24. november var et dobbeltangreb. Hooker mod Sydstaternes venstre side, Sherman mod den højre. Hookers tre divisioner angreb ved daggry og opdagede, at området mellem bjerget og floden ikke var besat, så de tromlede igennem denne åbning. Slaget fortsatte til omkring kl. 15, hvor det var blevet småt med ammunition, og tåge havde tildækket bjerget. Dette slag er blevet kaldt slaget over skyerne på grund af denne tåge. Bragg trak sine tropper tilbage til en linje bag Chattanooga Creek og afbrændte broerne bag sig.
Sherman krydsede Tennesseefloden uden problemer og erobrede derefter det, som han troede, var den nordlige ende af Missionary Ridge. Det var imidlertid en anden bakkekam, som gik under navnet ’’Billy Goat Hill’’. Patrick Cleburnes division blev hastet frem for at forstærke sydstatshærens højre flanke ved Tunnel Hill i den nordlige ende af Missionary Ridge, men der kom ikke noget angreb på denne flanke den 24. november.

## Slaget om Missionary Ridge
Den 25. november ændrede Grant sin plan og forlangte en dobbeltomringning af Sherman og Hooker. Thomas skulle gå frem, når Sherman nåede Missionary Ridge nordfra. Bakkekammen var en formidabel, defensiv position, som var bemandet i dybden, og Grant vidste, at et direkte angreb mod den ville være selvmord, med mindre det kunne gennemføres som støtte til Sherman og Hookers angreb fra siden. Som morgenen skred frem, var Sherman ikke i stand til at gennembryde Cleburnes linje, og Hookers fremrykning blev forsinket af de nedbrændte broer. Ved 15:30 tiden var Grant bekymret over, om Bragg styrkede sin højre flanke på Shermans bekostning. Derfor beordrede han Thomas til at rykke frem og prøve at erobre de første af tre linjer af sydstatsbefæstninger på hans front.
Unionstropperne rykkede frem og erobrede den første linje, men blev dér udsat for en morderisk ild fra de resterende to sydstatslinjer op ad bakken. De fleste af Thomas’ tropper havde været med i nederlaget ved Chicamauga og havde måttet høre på drillerier fra Sherman og Burnsides nyligt ankomne styrker. Nu var de under ild ovenfra, uden at der tilsyneladende var nogen plan for fremrykning eller retræte. Uden ordre fortsatte soldaterne angrebet mod de resterende linjer. De rykkede stædigt op ad den stejle skråning, mens de råbte "Chickamauga, Chickamauga!", indtil de endeligt overvældede og erobrede de resterende sydstatslinjer. Bragg havde placeret sit artilleri og skyttegrave til fodfolket ved bakkens top og ikke dér, hvor de havde det bedste skudfelt nedad, og det var derfor begrænset, hvor meget støtte de kunne give. Ikke desto mindre var Thomas’ Army of the Cumberlands storm op ad Missionary Ridge en af krigens mest dramatiske hændelser.
Grant var i første omgang rasende over, at hans ordre ikke var blevet fulgt. Thomas blev ligeledes overrasket, da han vidste, at han ville få skylden, hvis angrebet mislykkedes. Men det lykkedes. Klokken 16:30 brød midten af Braggs linje sammen, og den flygtede i panik, hvilket førte til, at Missionary Ridge måtte opgives, og der fulgte en hovedkulds retræte mod øst til Chickamauga-floden.

## Efter slaget
I løbet af natten beordrede Bragg sin hær til at trække sig tilbage mod Chickamauga Station – hvor Lovell Air Field ligger i dag, og den følgende dag begyndte tilbagetrækningen herfra mod Dalton, Georgia, i to kolonner ad hver sin rute. Under tilbagetrækningen blev der udkæmpet træfninger ved Chickamauga Station, ved Shepherd's Run i Hickory Valley, ved Cat Creek (Mackey Branch) i det gamle Concord community, og ved Graysville, Georgia. Datoen, 26. november, var tilfældigvis også den første officielle amerikanske Thanksgiving Day.
Forfølgelsen, som Grant havde beordret, blev effektivt forpurret af Slaget ved Ringgold Gap.
Tabene for unionshæren var på 5.824, heraf 753 døde, 4.722 sårede og 349 savnede ud af en hær på omkring 56.000. Sydstaternes tab var på 6.667, heraf 361 døde, 2.160 sårede og 4.146 savnede, hovedsageligt fanger af en hær på ca. 44.000. Da en feltpræst spurgte general Thomas, om de døde skulle sorteres og begraves efter stat svarede Thomas: ”Bland dem, jeg er træt af at høre om staternes rettigheder”.
En af Sydstaternes to store hære var slået på flugt. Unionen stod i Chattanooga, porten til Syden. Det blev en forsynings- og logistikbase for Shermans kampagne i 1864 til Atlanta såvel som for
Army of the Cumberland, og Grant vandt sit sidste slag i Vesten i Den Amerikanske Borgerkrig, inden han fik kommandoen over alle unionshære i marts 1864.

## Yderligere læsning
- McDonough, James Lee, Chattanooga: A Death Grip on the Confederacy, University of Tennessee Press, 1984. ISBN 0-87049-630-1.

## Eksterne links
- Animated History of The Third Battle of Chattanooga Arkiveret 23. oktober 2007 hos  Wayback Machine
- Borgerkrigs hjemmeside som formentlig er skrevet for unge, men med udmærkede periodebilleder af slagmarken ved Chattanooga.
- usa-civil-war.com